# Drachowo
Drachowo – wieś w Polsce położona w województwie wielkopolskim, w powiecie gnieźnieńskim, w gminie Niechanowo.
W latach 1975–1998 miejscowość administracyjnie należała do województwa poznańskiego.

## Nazwa
Miejscowość ma metrykę średniowieczną. Notowana jest w historycznych dokumentach od końca XIV wieku. Pierwszy raz w Kodeksie dyplomatycznym Wielkopolski jako Drakowo (1377), potem Drachowa (1397), Drachow (1427), Drachowo alias Mikolayovicze (1453), Drachowo Wyszakowe (1476), Jan de Drachwo Szyrowy (1482), Drachowo triplex (1511-23), Drachowo Romeiewicz (1564), Drachow (1580), Drachowo Romeiewicz (1564), Drachow (1580), Drachowo Romieiow (1618-20), Drachowo Rumieiow (1674), Wieś Drachowo (1789), Drachowo (1846). Fakt, że Drachowo wymieniane jest wspólnie z sąsiednią miejscowością Mikołajowice, a także zapisy po łacinie takie jak Drachowo triplex czyli po polsku Drachowo potrójne oznacza podział miejscowości na mniejsze. Nazwę Drachowo językoznawcy wywodzą od nazwy osobowej Drach, która może pochodzić od niem. drache, dracke – smok, diabeł.

## Architektura
Przy centralnym placu wsi stoi słupowa figura Najświętszego Serca Pana Jezusa z napisem (bez daty): Najsłodsze Serce Jezusa błogosław rodzinom naszym.

## Osoby
We wsi urodził się Mieczysław Edwin Łopatka, polski koszykarz i trener koszykarski, czterokrotny olimpijczyk,  uważany za jednego z czołowych polskich koszykarzy lat sześćdziesiątych.

## Legenda
Z Drachowem wiąże się legenda:

Na wzgórzu we wsi Drachowo, gmina Niechanowo, gdzie dzisiaj stoi budynek zlikwidowanej szkoły, w dawnych czasach, których nie pamiętają najstarsi mieszkańcy, mieszkał trójgłowy smok. Wśród mieszkańców budził strach i przerażenie. Porywał dziewice z okolicznych przysiółków. Nie pomagały zaklęcia i wizyty wiedźminów. Ostatecznie ze smokiem rozprawił się miejscowy bartnik, który upoiwszy bestię miodem pozbawił go życia.

Według legendy by uczcić pozbycie się smoka przez wiele lat odbywały się w Drachowie festyny pszczelarskie.
Drachowski smok doczekał się swojego pomnika, stoi on przed budynkiem byłej szkoły.